# Świątynia Pomony (Poczdam)

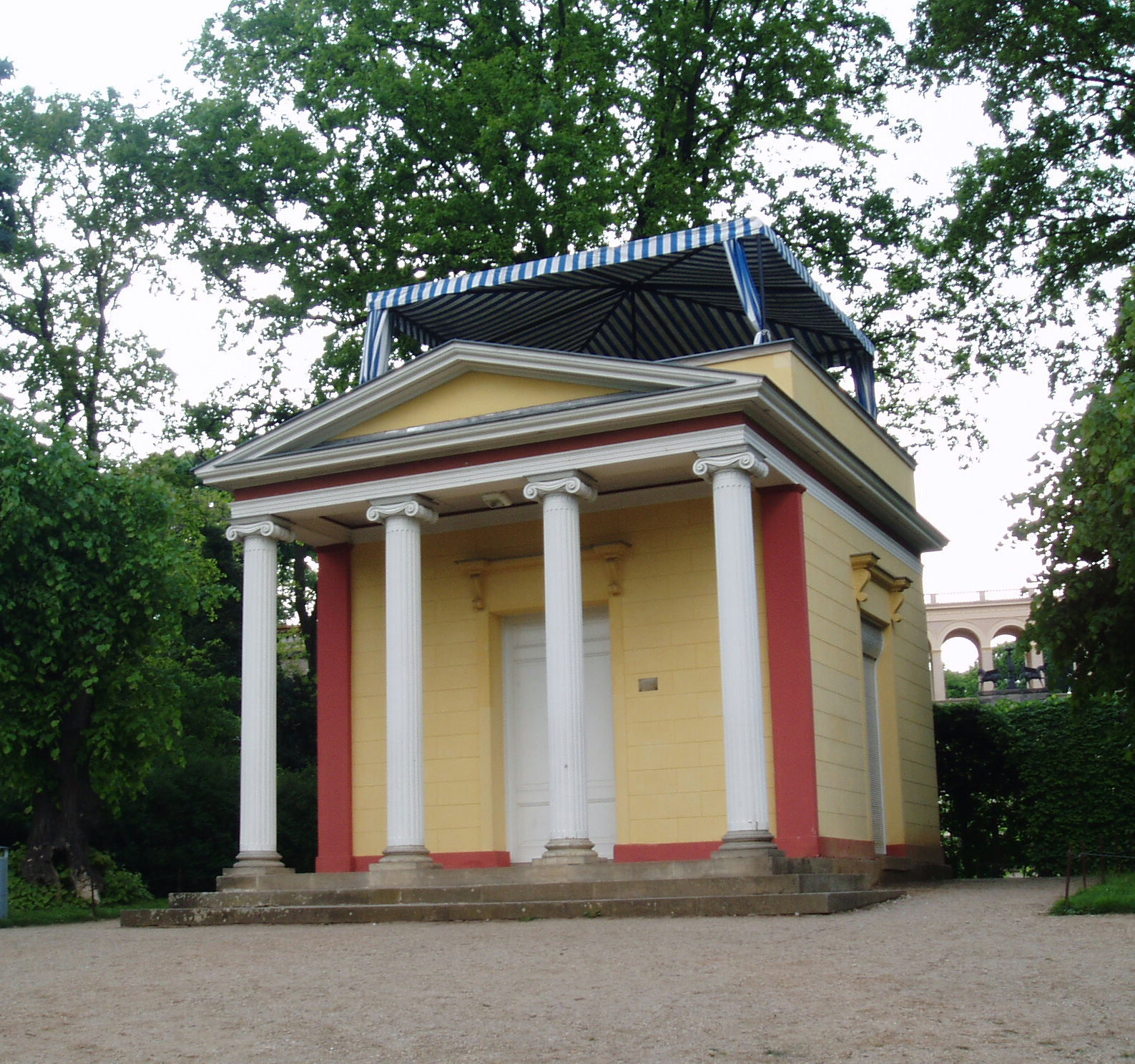
Świątynia Pomony

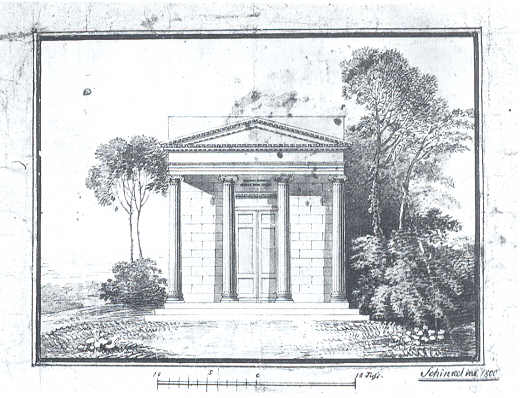
Szkic Karla Friedricha Schinkla

Świątynia Pomony (niem. Pomonatempel) – klasycystyczny pawilon z początku XIX w. projektu Karla Friedricha Schinkla położony poniżej belwederu na wzgórzu Pfingstberg w północnym Poczdamie.

## Historia
Świątynia została wzniesiona w 1800 na zlecenie tajnego radcy Carla Ludwiga von Oesfelda (1741-1804) na terenie jego winnicy. Budynek poświęcony był Pomonie, rzymskiej bogini sadów, ogrodów i drzew owocowych. Pawilon uchodzi za pierwszy zrealizowany projekt Karla Friedricha Schinkla. Świątynia służyła jako herbaciarnia.
W 1817 teren ten zakupił król Prus Fryderyk Wilhelm III. Późniejsze plany Fryderyka Wilhelma IV budowy pałacu na wzgórzu Pfingstberg przewidywały zburzenie świątyni. Realizacja tych projektów została przerwana z powodu braku wystarczających środków pieniężnych. Z wzorowanego na włoskiej architekturze renesansu pałacu, zrealizowano jedynie element z dwoma wieżami. Świątynia Pomony nie została zburzona.
Wraz z budową Muru Berlińskiego świątynia Pomony i belweder na wzgórzu Pfingstberg znalazły się na terenie ziemi niczyjej i popadły w ruinę. Po zjednoczeniu Niemiec pawilon został odbudowany w 1992–1993 dzięki pomocy Fundacji Hermanna Reemtsmy z Hamburga. Obecnie budynek jest własnością Fundacji Pruskie Pałace i Ogrody Berlin-Brandenburg (niem. Stiftung Preußische Schlösser und Gärten Berlin-Brandenburg), a podlega zarządowi stowarzyszenia Förderverein Pfingsteberg in Potsdam e.V.

## Architektura
Pawilon powstał na planie kwadratu. Projekt wzorowany był na greckiej świątyni – bezpośrednią inspiracją był najprawdopodobniej Erechtejon na ateńskim Akropolu.
Z przodu budynku znajduje się portyk wsparty na czterech jońskich kolumnach, zwieńczony trójkątnym szczytem. Na dachu urządzono taras przykryty namiotem przeciwsłonecznym z gęsto tkanego płótna. Namiot dodano najprawdopodobniej dopiero za czasów Fryderyka Wilhelma III Schody na taras umieszczono z tyłu budynku. Wewnątrz znajduje się jedno pomieszczenie z kominkiem pomiędzy dwoma, głębokimi niszami.